# Länsväg 167
De Zweedse weg 167 (Zweeds: Länsväg 167) is een provinciale weg in de provincie Västra Götalands län in Zweden en is circa 18 kilometer lang.

## Plaatsen langs de weg
- Lilla Edet
- Grinneröd
- Ljungskile

## Knooppunten
- E45 bij Lilla Edet (begin)
- E6 bij Ljungskile (einde)